# 米坪镇
米坪镇，是中华人民共和国河南省南阳市西峡县下辖的一个乡镇级行政单位。

## 行政区划
米坪镇下辖以下地区：
行上村、野牛沟村、河西村、米坪村、赶丈村、王庄村、康庄村、阳栗坪村、石门村、堂坪村、高庄村、羊沟村、秧田村、赶角沟村、子母村、大庄村和关山村。